# Old Maldah
Old Maldah é uma cidade e um município no distrito de Maldah, no estado indiano de Bengala Ocidental.

## Demografia
Segundo o censo de 2001, Old Maldah tinha uma população de 62 944 habitantes. Os indivíduos do sexo masculino constituem 52% da população e os do sexo feminino 48%. Old Maldah tem uma taxa de literacia de 61%, superior à média nacional de 59,5%: a literacia no sexo masculino é de 67% e no sexo feminino é de 54%. Em Old Maldah, 15% da população está abaixo dos 6 anos de idade.